# ABU Robocon 2010

## Chủ đề
"Thử tài xây dựng kim tự tháp cùng pharaoh" là chủ đề của cuộc thi lần này. Ý tưởng được dựa trên việc một cỗ máy thời gian ảo đưa những người thợ xây dựng Kim tự tháp của Ai Cập vào trong phòng học của các trường kĩ thuật. Mục tiêu mới là xây dựng các phần của ba kim tự tháp theo trình tự.
Các thành viên trong đội phải có sự nhanh nhẹn, chính xác và phối hợp tốt. Họ phải tuân theo quy định không được sử dụng bất kỳ một vật liệu kết dính nào giữa các khối cấu kiện.
Trong vòng 3 phút, đội đỏ và đội xanh sẽ thi đấu với mục đích tạo dựng lại một trong 7 Kỳ quan của thế giới cổ đại.
Có 3 kim tự tháp mà các đội phải xây dựng là Khufu với 90 giây, Khafra với 60 giây và Mankaura với 30 giây. Các đội phải hoàn thành xong kim tự tháp này thì mới được phép chuyển sang kim tự tháp tiếp theo. Sau khi xây xong, trọng tài sẽ phát tín hiệu bằng tiếng còi hoặc tiếng beep.
Đội giành chiến thắng tuyệt đối, gọi là “Robo-Pharaoh” sẽ xảy ra trong các trường hợp sau:
- Hoàn thành việc xây dựng các phần của 3 Kim tự tháp nhanh nhất.
- Khi tổng điểm của cả 3 kim tự tháp cộng lại với nhau từ 30 điểm trở lên.

## Danh sách các đội tham dự
| STT | Quốc gia    | Trường đại học đại diện                          | Đài truyền hình                          | Đội tham dự                          |
| --- | ----------- | ------------------------------------------------ | ---------------------------------------- | ------------------------------------ |
| 1   | Brunei      | Đại học quốc gia Brunei                          | Đài truyền hình Brunei                   | SAMOT GenNext                        |
| 2   | Trung Quốc  | Đại học Khoa học điện tử và Công nghệ Trung Quốc | Đài truyền hình trung ương Trung Quốc    | Fighters-UESTC                       |
| 3   | Ai Cập 1    | Đại học Kỹ thuật số 10 Thành phố Ramadan         | Hiệp hội phát thanh & truyền hình Ai Cập | El Sedeek                            |
| 4   | Ai Cập 2    | Đại học Kỹ thuật số 10 Thành phố Ramadan         | Hiệp hội phát thanh & truyền hình Ai Cập | Al Farouk                            |
| 5   | Fiji        | Đại học Nam Thái Bình Dương                      | Đài truyền hình Fiji                     | Pacifica                             |
| 6   | Hồng Kông   | Viện Giáo dục Trung cấp Hồng Kông                | Đài truyền hình Hồng Kông                | Autobots Fighter                     |
| 7   | Ấn Độ       | Viện công nghệ Maharashtra                       | Đài truyền hình Ấn Độ                    | MIT                                  |
| 8   | Indonesia   | Cao đẳng Bách khoa Kỹ thuật điện tử Surabaya     | Đài truyền hình Indonesia                | Mio-rei                              |
| 9   | Nhật Bản    | Học viện Công nghệ Kanazawa                      | Tập đoàn truyền hình Nhật Bản (NHK)      | Souten                               |
| 10  | Malaysia    | Đại học Công nghệ Malaysia                       | Đài phát thanh truyền hình Malaysia      | UTM B                                |
| 11  | Mông Cổ     | Đại học Quốc gia Mông Cổ                         | Đài truyền hình Mông Cổ                  | Soyombo                              |
| 12  | Nepal       | Đại học Tribhuvan IOE                            | Đài truyền hình Nepal                    | IOE                                  |
| 13  | Pakistan    | Học viện dạy nghề kỹ thuật cao Taxila            | Đài truyền hình Pakistan                 | Persistent Persuader                 |
| 14  | Ả Rập Xê Út | Đại học hoàng gia Abdulaziz                      | Đài phát thanh truyền hình Ả Rập         |                                      |
| 15  | Sri Lanka   | Đại học Moratuwa                                 | Đài truyền hình Sri Lanka                | Mora                                 |
| 16  | Thái Lan    | Đại học Durakijpundit                            | Đài truyền hình Thái Lan                 | Luk Jao Mae Khlong Prapa The Omega 3 |
| 17  | Việt Nam    | Đại học Lạc Hồng                                 | Đài truyền hình Việt Nam                 | LH-LED                               |

## Kết quả chia bảng
| Bảng A      | Bảng B   | Bảng C     | Bảng D   | Bảng E    | Bảng F    |
| ----------- | -------- | ---------- | -------- | --------- | --------- |
| Ai Cập 1    | Thái Lan | Trung Quốc | Nhật Bản | Ai Cập 2  | Hồng Kông |
| Fiji        | Pakistan | Nepal      | Malaysia | Sri Lanka | Mông Cổ   |
| Ả Rập Xê Út | Ấn Độ    | Indonesia  | Việt Nam | Brunei    |           |

## Vòng đấu bảng
Chọn 6 đội nhất bảng + 2 đội có điểm cấu kiện cao nhất vào vòng 2
|  | Đội tuyển đi tiếp vào vòng trong |

### Bảng A
| Đội tuyển   | số trận | thắng | thua | điểm | RP |
| ----------- | ------- | ----- | ---- | ---- | -- |
| Ai Cập 1    | 2       | 2     | 0    | 65   | 0  |
| Fiji        | 2       | 0     | 1    | 0    | 0  |
| Ả Rập Xê Út | 2       | 0     | 1    | 0    | 0  |

|  | v |  |
|  | - |  |
|  |   |  |

|  | v |  |
|  | - |  |
|  |   |  |

|  | v |  |
|  | - |  |
|  |   |  |

### Bảng B
| Đội tuyển | số trận | thắng | thua | điểm | RP |
| --------- | ------- | ----- | ---- | ---- | -- |
| Thái Lan  | 2       | 2     | 0    | 111  | 0  |
| Pakistan  | 2       | 1     | 1    | 7    | 0  |
| Ấn Độ     | 2       | 0     | 2    | 2    | 0  |

|  | v |  |
|  | - |  |
|  |   |  |

|  | v |  |
|  | - |  |
|  |   |  |

|  | v |  |
|  | - |  |
|  |   |  |

### Bảng C
| Đội tuyển  | số trận | thắng | thua | điểm | RP |
| ---------- | ------- | ----- | ---- | ---- | -- |
| Trung Quốc | 2       | 2     | 0    | 240  | 2  |
| Nepal      | 2       | 0     | 2    | 7    | 0  |
| Indonesia  | 2       | 1     | 1    | 29   | 0  |

|  | v |  |
|  | - |  |
|  |   |  |

|  | v |  |
|  | - |  |
|  |   |  |

|  | v |  |
|  | - |  |
|  |   |  |

### Bảng D
| Đội tuyển | số trận | thắng | thua | điểm | RP |
| --------- | ------- | ----- | ---- | ---- | -- |
| Nhật Bản  | 2       | 0     | 2    | 0    | 0  |
| Malaysia  | 2       | 1     | 1    | 0    | 0  |
| Việt Nam  | 2       | 2     | 0    | 92   | 0  |

|  | v |  |
|  | - |  |
|  |   |  |

|  | v |  |
|  | - |  |
|  |   |  |

|  | v |  |
|  | - |  |
|  |   |  |

### Bảng E
| Đội tuyển | số trận | thắng | thua | điểm | RP |
| --------- | ------- | ----- | ---- | ---- | -- |
| Ai Cập 2  | 2       | 2     | 0    | 59   | 0  |
| Sri Lanka | 2       | 0     | 2    | 2    | 0  |
| Brunei    | 2       | 1     | 1    | 3    | 0  |

|  | v |  |
|  | - |  |
|  |   |  |

|  | v |  |
|  | - |  |
|  |   |  |

|  | v |  |
|  | - |  |
|  |   |  |

### Bảng F
| Đội tuyển | số trận | thắng | thua | điểm | RP |
| --------- | ------- | ----- | ---- | ---- | -- |
| Hồng Kông | 2       | 1     | 1    | 39   | 0  |
| Mông Cổ   | 2       | 1     | 1    | 38   | 0  |

|  | v |  |
|  | - |  |
|  |   |  |

|  | v |  |
|  | - |  |
|  |   |  |

## Vòng đấu loại trực tiếp
|  | Tứ kết     | Tứ kết   |            |          | Bán kết | Bán kết |  |  | Chung kết | Chung kết |
|  |            |          |            |          |         |         |  |  |           |           |
|  |            |          |            |          |         |         |  |  |           |           |
|  |            |          |            |          |         |         |  |  |           |           |
|  | Ai Cập 1   | 60       |            |          |         |         |  |  |           |           |
|  | Ai Cập 1   | 60       |            |          |         |         |  |  |           |           |
|  | Thái Lan   | 45       |            |          |         |         |  |  |           |           |
|  | Thái Lan   | 45       | Ai Cập 1   | 6        |         |         |  |  |           |           |
|  |            |          | Ai Cập 1   | 6        |         |         |  |  |           |           |
|  |            |          | Trung Quốc | 120 (RP) |         |         |  |  |           |           |
|  | Trung Quốc | 46       | Trung Quốc | 120 (RP) |         |         |  |  |           |           |
|  | Trung Quốc | 46       |            |          |         |         |  |  |           |           |
|  | Mông Cổ    | 3        |            |          |         |         |  |  |           |           |
|  | Mông Cổ    | 3        | Trung Quốc | 80       |         |         |  |  |           |           |
|  |            |          | Trung Quốc | 80       |         |         |  |  |           |           |
|  |            | Việt Nam | 30         |          |         |         |  |  |           |           |
|  | Việt Nam   | Việt Nam | 30         | 22       |         |         |  |  |           |           |
|  | Việt Nam   |          |            | 22       |         |         |  |  |           |           |
|  | Ai Cập 2   | 12       |            |          |         |         |  |  |           |           |
|  | Ai Cập 2   | 12       | Việt Nam   | 66       |         |         |  |  |           |           |
|  |            |          | Việt Nam   | 66       |         |         |  |  |           |           |
|  |            |          | Hồng Kông  | 7        |         |         |  |  |           |           |
|  | Hồng Kông  | 15       | Hồng Kông  | 7        |         |         |  |  |           |           |
|  | Hồng Kông  | 15       |            |          |         |         |  |  |           |           |
|  | Malaysia   | 12       |            |          |         |         |  |  |           |           |
|  | Malaysia   | 12       |            |          |         |         |  |  |           |           |
|  |            |          |            |          |         |         |  |  |           |           |

## Kết quả
| Vô địch Robocon Cairo 2010 Fighters. UESTC Đại học Khoa học điện tử và Công nghệ Trung Quốc - Trung Quốc Lần thứ tư |